# 207
207 је била проста година.

## Догађаји
- Конзули Луције Аније Максим и Луције Септимије Апер.
- Монтанистички вођа Тертулијан (Квинт Септим Флоренс Тертулијан) (око 160. - 220.).
- Вологас V је умро. Његов син Вологас VI постао је нови краљ Партиског царства.
- Цао Цао побеђује племена Вухуан у бици код планине Бели Вук, убрзавајући кинеско освајање територије Вухуан.